# Conde de Mangualde
Conde de Mangualde é um título nobiliárquico criado por D. Carlos I de Portugal, por Decreto de 17 de Maio de 1905, em favor de Francisco de Almeida Cardoso e Albuquerque, antes 1.° Visconde de Mangualde.
Titulares
1. Francisco de Almeida Cardoso e Albuquerque, 1.° Visconde e 1.° Conde de Mangualde.

Após a Implantação da República Portuguesa, e com o fim do sistema nobiliárquico, usaram o título: 
1. Fernando de Almeida Cardoso de Albuquerque, 2.° Conde de Mangualde;
2. Francisco de Sousa Botelho de Albuquerque, 3.° Conde de Mangualde, 5.° Conde de Vila Real, 4.° Conde de Melo;
3. Fernando de Sousa Botelho de Albuquerque, 4.° Conde de Mangualde, 6.° Conde de Vila Real, 5.° Conde de Melo.